# مالكوم س. بيرت
مالكوم س. بيرت (بالإنجليزية: Malcolm C. Bert,)‏ هو مصمم إنتاجي أمريكي، ولد في 4 ديسمبر 1902 في بيتسبرغ في الولايات المتحدة، وتوفي في 18 مارس 1973 في ويستلاك فيلاج في الولايات المتحدة.

## وصلات خارجية
- مالكوم س. بيرت على موقع IMDb (الإنجليزية)
- مالكوم س. بيرت على موقع أول موفي (الإنجليزية)
- مالكوم س. بيرت على موقع قاعدة بيانات الفيلم (الإنجليزية)